# John H. Bankhead
John Hollis Bankhead, född 13 september 1842 i Moscow, Alabama, död 1 mars 1920 i Washington, D.C., var en amerikansk demokratisk politiker. Han representerade delstaten Alabama i båda kamrarna av USA:s kongress, först i representanthuset 1887–1907 och sedan i senaten från 1907 fram till sin död.
Bankhead stred i amerikanska inbördeskriget i Amerikas konfedererade staters armé. Han tog värvning den 6 augusti 1861, deltog bland annat i slaget vid Perryville, sårades tre gånger under kriget och avancerade till kapten.  Efter kriget fick han förvalta farbroderns plantage i Mississippi.
Bankhead blev invald i representanthuset i kongressvalet 1886. Han omvaldes nio gånger. Han nominerades inte till omval i kongressvalet 1906.
Senator John Tyler Morgan avled 1907 i ämbetet. Bankhead blev utnämnd till senaten. Han vann sedan fyllnadsvalet för att sitta kvar i senaten till slutet av Morgans mandatperiod. Han omvaldes 1912 och 1918. Han avled 1920 i ämbetet och efterträddes av B.B. Comer.
Bankhead var metodist och frimurare. Hans grav finns på Oak Hill Cemetery i Jasper, Alabama. Han var far till politikerna John H. Bankhead II och William B. Bankhead. Skådespelaren Tallulah Bankhead var hans sondotter.